# Lippia myriocephala
Lippia myriocephala là một loài thực vật có hoa trong họ Cỏ roi ngựa. Loài này được Schltdl. & Cham. mô tả khoa học đầu tiên năm 1830.